# جيك أدلستين
جيك أدلستين هو صحفي أمريكي ولد في 28 مارس 1969. أشتهر لكتابته مذكراته رذيلة طوكيو.